# Соняшники (фільм)
«Соняшники» (італ. I Girasoli) — італійсько-радянська мелодрама 1970 року режисера Вітторіо Де Сіки з Марчелло Мастроянні і Софі Лорен в головних ролях. Частина фільму знімалася на Полтавщині, у селі Чернечий Яр.

## Сюжет
Під час Другої світової війни італійка Джованна (Софі Лорен) зустрічає солдата Антоніо (Марчелло Мастроянні), якого мають відправити на фронт до Африки. Між молодими людьми виникають романтичні стосунки, вони одружуються. Проте після короткотермінової відпустки Антоніо направляють на Східний фронт, де він пропадає безвісти… На справді Антоніо потрапляє у радянський полон, а потім зустрічає російську дівчину Машу (Людмила Савельєва), одружується з нею. Починає працювати на радянському заводі.
Тим часом, Джованна в Італії не забуває Антоніо. Через 15 років після закінчення війни вона вирушає до СРСР на його пошуки. Вона знає, що десь в Україні загинуло чимало італійських вояків, і їде в село, де поховані її земляки, — розпитує людей, чи не зустрічали, не пам'ятають її чоловіка. Відбувається ціла низка драматичних перипетій. Зрештою Джованна таки знаходить Антоніо після чого повертається в Італію пригнічена його зрадою. Через деякий час Антоніо приїздить на батьківщину аби повернути кохану та виправити свої помилки але Джованна вже одружена і відмовляє йому. 
Фільм антивоєнний. Картина показує, що війна не тільки вбиває, але й калічить долі мільйонів. У цьому фільмі мимоволі зіставляється радянський спосіб життя з образом життя післявоєнної Італії.

## Історія створення фільму
«Соняшники» створений італійською кінокомпанією «Чемпіон». За задумом продюсера фільму Карло Понті (чоловік Софі Лорен), історія про італійського солдата, що залишився після війни в СРСР, і двох його жінок — російську і італійську, як продовжує чекати, мав стати кінохітом. Успіх фільму в Італії був гарантований: тема зниклих на Східному фронті солдат досить болюча там і зараз, а в 1960-х роках просто кровоточила. Величезна кількість — приблизно три чверті — італійських солдатів і офіцерів померло в радянському полоні від голоду і хвороб. Зізнатися в цьому керівництво Радянського Союзу не могло, і на усі запити з Італії надавало відповіді, що даних про солдатів, що не повернулися з полону, не має. Аби замести сліди, були навіть знищені усі кладовища італійських військовополонених. Все це призвело до того, що в Італії продовжували вірити, що полонені залишаються в таборах, а частина італійців одружилися з російськими жінками і живуть в СРСР, але їм забороняють повідомляти про себе на батьківщину.
Рішення про спільну з італійцями постановку фільму було прийняте міжурядовою угодою про спільне кіновиробництво від 30 січня 1967 року, яка була підготовлена за рекомендацією посольства СРСР в Італії. Фактично радянська сторона в цій картині надавала тільки послуги під час зйомок фільму. Зйомки фільму тривали з 1968 по 1969 рік в Італії, Росії (Москва і Підмосков'я) і Україні (Полтавщина). Після завершення зйомок Карло Понті двічі приїздив до Москви з ще не завершеним фільмом, показував його кінематографістам, діячам культури і членам Радянського комітету захисту миру та пропонував прем'єру фільму влаштувати у Москві 8 березня, в день Міжнародного жіночого свята, адже у фільмі показані долі двох жінок — італійки і росіянки. Але у справу втрутився КДБ. На вимогу «органів», посол СРСР у Римі Рижов, зажадав вилучення з фільму епізоду з кладовищем італійських солдатів в Україні. Але Карло Понті не побажав цього зробити аби не порушити художню цілісність картини. Врешті, не отримавши від радянської сторони відповіді на пропозицію про прем'єру, італійці організували перший показ 13 березня 1970 року фільму в Римі, куди були запрошені і радянські учасники фільму. Представники СРСР на нього демонстративно не з'явилися, а авторами фільму зайнявся КДБ. Було прийняте рішення, що «Соняшники» — шкідлива, пасквільна картина і випуск її на радянський екран був би грубою політичною помилкою…

## У ролях
- Софі Лорен — Джованна
- Марчелло Мастроянні — Антоніо
- Людмила Савельєва — Маша
- Галина Андрєєва — Валентина
- Анна Карена — мати Антоніо
- Джермано Лонго — Етторе
- Надія Чередніченко — жінка у соняшнику
- Гунарс Цилінскіс — співробітник міністерства
- Валентина Ананьїна — сусідка Маші

- а також Глауччо Онорато, Карло Понті-молодший, Діно Паретті, Джорджіо Бассо та ін.

## Цікаві факти. Зйомки на Полтавщині
На Полтавщині зйомки відбувалися протягом тижня в липні 1969 року у Чернечому Яру під Диканькою (у цьому ж селі в 1964 році знімалася двосерійна кіноепопея «Італійці браві хлопці» режисера Джузеппе Де Сантіса).
Знімалися найдраматичніші кульмінаційні епізоди картини, коли Джаванна приїздить в українське село, де знаходиться велике кладовище італійських вояків, і розшукує людей, які можливо пам'ятають її чоловіка. У Чернечому Яру, на мальовничому узгір'ї, званому Вершигорою, було збудоване бутафорне кладовище і невеличка дерев'яна церква. Зйомки також проводилися на натурі у соняшниковому полі, яке так вразило Вітторіо Де Сіка, що той вирішив змінити робочу назву кінострічки на «Соняшники». У «масовці» знімались місцеві жителі й полтавці. Софі Лорен (Марчелло Мастроянні у зйомках в Україні участі не брав) за час зйомок потоваришувала з багатьма місцевими мешканцями, для яких зустріч із акторкою стала знаковою подією в житті.